# Eleição presidencial no Brasil em 2018 no Acre
A eleição presidencial do Brasil em 2018 no Acre foram realizadas em 7 de outubro (primeiro turno) e 28 de outubro (segundo turno) como parte das Eleições Gerais de 2018, nas quais todos os 26 estados, além do Distrito Federal, participaram.
Jair Bolsonaro venceu a eleição no Acre em ambos os turnos, no primeiro, com 62,24% dos votos e no segundo com 77,22% dos votos.

## Eleições gerais

### Resultado em todo o estado
| 1º Turno | 1º Turno           | 1º Turno | 1º Turno | 2º Turno | 2º Turno |
| Partido  | Candidato          | Votos    | %        | Votos    | %        |
| -------- | ------------------ | -------- | -------- | -------- | -------- |
| PSL      | Jair Bolsonaro     | 262.508  | 62,24%   | 294.899  | 77,22%   |
| PT       | Fernando Haddad    | 78.170   | 18,53%   | 86.977   | 22,78%   |
| PSDB     | Geraldo Alckmin    | 33.115   | 7,85%    |          |          |
| PDT      | Ciro Gomes         | 21.809   | 5,17%    |          |          |
| REDE     | Marina Silva       | 10.557   | 2,50%    |          |          |
| MDB      | Henrique Meirelles | 6.458    | 1,53%    |          |          |
| PATRI    | Cabo Daciolo       | 3.564    | 0,84%    |          |          |
| NOVO     | João Amoêdo        | 1.990    | 0,47%    |          |          |
| PSOL     | Guilherme Boulos   | 1.642    | 0,39%    |          |          |
| PODE     | Alvaro Dias        | 1.531    | 0,36%    |          |          |
| DC       | Eymael             | 241      | 0,06%    |          |          |
| PPL      | João Goulart Filho | 113      | 0,03%    |          |          |
| PSTU     | Vera               | 80       | 0,02%    |          |          |

### Resultados por Município no 2º turno
| Municípios           | Jair Bolsonaro | Jair Bolsonaro | Fernando Haddad | Fernando Haddad | Votos Totais |
| Municípios           | Votos          | %              | Votos           | %               | Votos Totais |
| -------------------- | -------------- | -------------- | --------------- | --------------- | ------------ |
| Rio Branco           | 158.264        | 82,77%         | 32.937          | 17,23%          | 191.201      |
| Acrelândia           | 5.165          | 79,89%         | 1.300           | 20,11%          | 6.465        |
| Assis Brasil         | 2.333          | 58,43%         | 1.660           | 41,57%          | 3.993        |
| Brasiléia            | 8.711          | 73,08%         | 3.208           | 26,92%          | 11.919       |
| Bujari               | 4.676          | 78,59%         | 1.274           | 21,41%          | 5.950        |
| Capixaba             | 3.895          | 78,20%         | 1.086           | 21,80%          | 4.981        |
| Cruzeiro do Sul      | 31.147         | 79,94%         | 7.818           | 20,06%          | 38.965       |
| Epitaciolândia       | 6.284          | 75,62%         | 2.026           | 24,38%          | 8.310        |
| Feijó                | 6.296          | 54,50%         | 5.256           | 45,50%          | 11.552       |
| Jordão               | 1.375          | 49,28%         | 1.415           | 50,72%          | 2.790        |
| Mâncio Lima          | 5.225          | 69,12%         | 2.334           | 30,88%          | 7.559        |
| Manoel Urbano        | 2.274          | 58,38%         | 1.621           | 41,62%          | 3.895        |
| Marechal Thaumaturgo | 2.548          | 50,97%         | 2.451           | 49,03%          | 4.999        |
| Plácido de Castro    | 6.531          | 78,05%         | 1.837           | 21,95%          | 8.368        |
| Porto Acre           | 7.150          | 77,64%         | 2.059           | 22,36%          | 9.209        |
| Porto Walter         | 1.897          | 61,10%         | 1.208           | 38,90%          | 3.105        |
| Rodrigues Alves      | 4.762          | 73,90%         | 1.682           | 26,10%          | 6.444        |
| Santa Rosa do Purus  | 847            | 46,49%         | 975             | 53,51%          | 1.822        |
| Sena Madureira       | 12.051         | 76,46%         | 3.711           | 23,54%          | 15.762       |
| Senador Guiomard     | 10.247         | 80,69%         | 2.452           | 19,31%          | 12.699       |
| Tarauacá             | 8.292          | 61,15%         | 5.267           | 38,85%          | 12.329       |
| Xapuri               | 4.929          | 59,18%         | 3.400           | 40,82%          | 8.329        |